# Crassispira erigone
Crassispira erigone é uma espécie de gastrópode do gênero Crassispira, pertencente à família Pseudomelatomidae.